# BARSZ (távközlési rendszer)

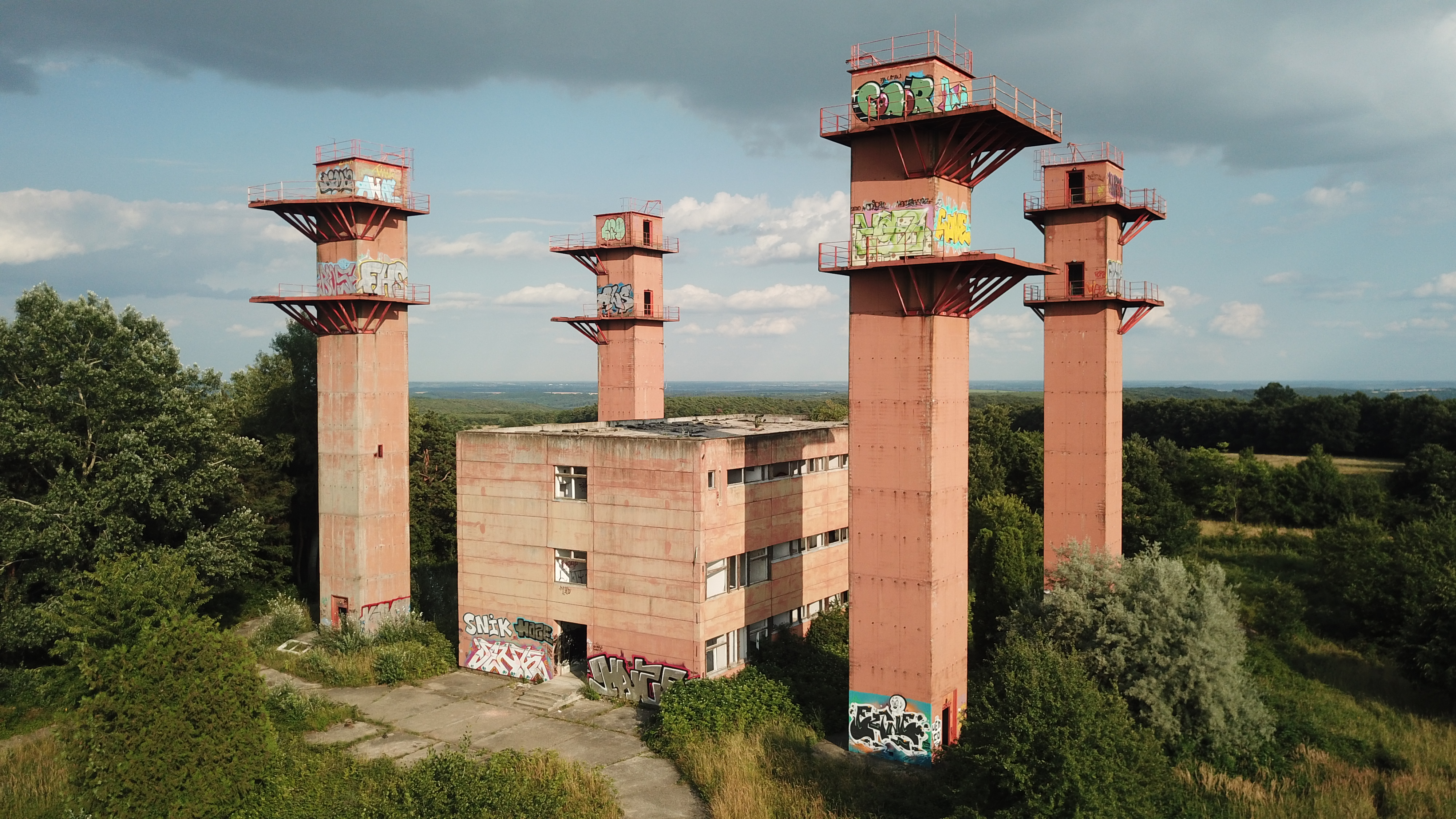
A rendszer BARSZ 501 jelű állomásának maradványai Galgamácsa mellett

A BARSZ (oroszul:  БАРС – Броне Автономная Радио Система, magyarul: védett autonóm rádiórendszer) a Szovjetunió, illetve a Varsói Szerződés troposzféra-szóródásos rádióhullám-terjedésen alapuló stratégiai katonai távközlési rendszere volt. Az 1980-as évek elején kezdték el a kiépítését. 1987 decemberében készült el és 1988 végén helyezték üzembe. A rendszer a Varsói Szerződés felbomlásával megszűnt, de egyes állomásai kétoldalú államközi szerződések alapján mėg néhány évig tovább működtek. Magyarországon a rendszer négy állomása működött, ezek közül hármat Magyarország, egyet a Szovjetunió üzemeltetett. A troposzféra-szóródásos távközlés és így a BARSZ rendszer jelentősége a műholdas távközlés fejlődésével háttérbe szorult.

## Története
A Szovjetunióban a troposzféra-szóródáson alapuló távközléssel kapcsolatos kutatások az 1950-es évek közepén kezdődtek el, majd az ezen alapuló híradórendszerek kifejlesztése az 1950-as évek végén kezdődött a Moszkvai Rádiótechnikai Kutatóintézetben (MNIRTI). Az 1960-as, 1970-es években intenzív fejlesztés folyt ezen a téren, és ennek eredményeként már 1962-ben elkészült az első ilyen eszköz, a deciméteres hullámhosszon működő R–408 Baklan troposzféra-rádióreléállomás. Az MNIRTI-ben 1980-benkészült el a centiméteres hullámhosszon üzemelő R–417 Baget mobil rádiórelé állomás, amely 150 km-es távolságon 2 Mbit/s, 230 km-es távolságon 64 kb/s adatátviteli sebességre volt képes.
A Varsói Szerződés országainak honvédelmi miniszteri bizottsága 1977. decemberi ülésén döntöttek a hadászati troposzféra híradó hálózat létrehozásáról. Az építés a 80-as évek első felében kezdődött el. A BARSZ rendszer célja a meglévő vezeték nélküli és kábel alapú híradó rendszerek kiegészítése volt az akkori tervek szerint, amely lehetővé tette volna a Varsói Szerződés tagországainak vezérkarai és a Varsói Szerződés Szovjetunióban lévő Legfelsőbb Parancsnoka közötti híradást. Háború, katonai konfliktusok és közvetlen fegyveres hatások esetén ennek a (eredetileg védett létesítménybe szánt) rendszernek kiemelkedően fontos szerepet kellett volna játszania.
Magyarországon négy darab ilyen állomás épült. Ebből 3  működött magyar (501, 502, 503) és egy szovjet (504) üzemeltetés mellett. A Szovjetunió és a Varsói Szerződés tagállamai 1987 végétől kezdték el üzemelni a BARSZ rendszert. Az eredeti elképzelés szerint 26 db állomással teljesen le lehetett fedni a szovjet katonai szövetségi rendszer területeit, amely lényegében minden tagállam területének lefedését jelentette, a korszak leggyorsabb hírközlő és adat továbbító rendszerévé válva.
A Mihail Gorbacsov által meghirdetett reformok, a glasznoszty és a peresztrojka miatt már nem kerülhetett sor a teljes kiépítésre és üzembe helyezésére. A Varsói Szerződés megszűnéséig a Szovjetunióban öt, Lengyelországban hét, az NDK-ban és Csehszlovákiában három-három, Magyarországon és Bulgáriában pedig négy-négy BARSZ objektumot építettek 1983 és 1987 között.
Magyarország három BARSZ állomás (501, 502, 503) építését és üzemeltetését vállalta. Az országban telepített híradórendszer legnyugatibb pontja a Herend melletti Hajagtetőn átadott 504-es állomás volt. Ezt az állomást azonban a Szovjetunió építette és a Szovjet Hadsereg üzemeltette. Ez rendszer „délnyugati láncának” egyik végpontja volt. 504-es állomás jelentősen különbözött a magyar kivitelezésű állomásoktól. Ezektől eltérően ugyanis az állomás építményeit és a harcálláspontot védetten a föld alá építették. A magyar állomások állomásokat költségcsökkentési okokból a felszín feletti vasbeton építményekben helyezték el.
A rendszer egy nyugati és egy délnyugati zónára volt osztva. Mind a két zóna két-két láncból állt. Minden résznek megvoltak az úgynevezett végpontjai illetve vezetési pontjai ,valamint az egész BARSZ hálózatnak is voltak irányító objektumai.  Románia nem volt tagja a BARSZ híradórendszernek, így az 503-as szentesi állomást felszerelték egy 400 kilométer hatótávolságú R–420-as is annak érdekében, hogy a bolgár 605-ös állomással tudjon kommunikálni.
A rendszerváltáskor a szolgálat 1991 márciusban hagyta el a Hajagot, hogy átadja a helyet az objektumot felszámoló csapatnak. Elkezdték elbontani a műszaki berendezéseket és az egyik antenna tornyot is ledöntötték. 1991. április 12-én az orosz alakulat távozott Herendről ezért a további bontásokat leállították. A komplexum azonban hiába került ekkor magántulajdonba, a pénztelenség miatt őrizetlenül hagyott bunker hamar széthordásra került. Lekerültek a vasajtók, elvitték az ott hagyott vagy ottfelejtett műszaki berendezéseket. A magántulajdonba került területen található hajagtetői 504-es állomáson 2019-ben a magmaradt antennatornyokat is ledöntötték.

## Műszaki jellemzői[1]
Egy irányba egy tartón 4 darab 3x5 m-es „parabolaszelet” antenna van, melyekből kettő függőleges, kettő vízszintes polarizáción üzemelt. A működési jellemzők, a vételi biztonság növelése érdekében a tervezés 8-szoros tér-frekvencia és polaritás diversity (több antenna használata egymástól a hullámhossz legalább 100-szorosa távolságban) eljárást alkalmazott.
A négy darab adó a négy antennán négy frekvencián sugárzott, a vételi oldalon nyolc vevőkészülék volt, közülük 2-2 egy antennán két frekvencia jelét vette. A diversity automatika a nyolc vevőkészülékből érkező jelszintet mérte és a legnagyobb jelszintűt kapcsolta a kimenetre.
A diversity automatika azonban nem csak a vevőkimeneteket vezérelte, hanem jó terjedés esetén az ellenállomás adóinak teljesítményét az optimális legkisebb mértékre csökkentette. Az üzemidő kb. 50%ában az adókészülékek 250W teljesítménnyel működtek.
|                                  | Híradó berendezések | Híradó berendezések |
| R-417                            | R-420 | |
| -------------------------------- | --- | --- |
| Kódnév                           | Baget–SZ | Atlet–DSZ |
| Üzemi frekvencia (MHz)           | 4435–4555, 4630–4750 | 476–525, 576–625 |
| Csatornák, fix frekvenciák száma | 220 60 duplex | 50 24 duplex analóg |
| Adatsebesség                     | 2 Mbit/s (150 km) 64 kbit/s (230 km) | 480 kbit/s |
| Teljesítményszintek              | - 1 kW - 500 W - 250 W | - 500 W - 250 W |
| Moduláció                        | FM | FM |
| Megvalósítás                     | A jelentős adóteljesítményt ezen a magas frekvencián klisztron állította elő. (A klisztront a korabeli V. sávú TV adókban is használták.) Az antennák irányonként egy-egy masszív antennatartóra kerültek. Mérete: 3×5 m parabolaszelet függőleges polarizációval, a kis légellenállás miatt rácsszerkezetű parabola reflektorral. | Atlet-D troposzféra állomást 1975-ben helyezték először üzembe a Szovjetunióban, 2 db 16 méter átmérőjű antennával, 350–400 km áthidalására. A R–420SZ vevőkészüléke 3 dBt javult a fejlesztések során, a demodulátorokban fáziszárt hurkos oszcillátorokat alkalmaztak. Az Atlet-DSZ 10 méteres átmérőjű antennáját az esztergomi Grante cég egyedileg fejlesztette ki, amely 35 dB nyereséget biztosított. Méretei miatt masszív tartóárbócokon földre kerültek felszerelésre. |

A fix telepítésű R–417 változat (BAGET-SZ) a Varsói Szerződés BARSZ troposzféra hálózatának gerincét képezte, amelyből 26 helyszínen 54 db R–417 állomást telepítettek. Két BARSZ pont közötti összeköttetéshez R–420, azaz Atlet-D állomást  telepítettek az áthidalandó távolság miatt. (503–603 között.) Kormánydöntés alapján költségcsökkentési céllal az épületek földfelszíni változata lett jóváhagyva Magyarországon. Itt csak az 504-es, a szovjetek által üzemeltetett állomás került védett létesítménybe. Az 501-es állomás egy háromemeletes földfelszíni épületbe, míg az 502-es és 503-as 2 egyemeletesbe került.

## Állomások

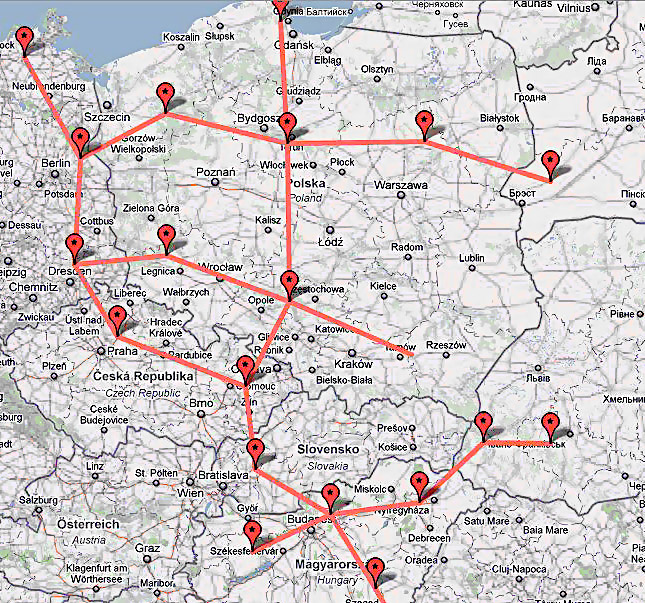
A BARSZ állomások elhelyezkedése

## Állomások[5]
| Ország        | Kód | Hely                                                              | Pontos hely                                                  |
| ------------- | --- | ----------------------------------------------------------------- | ------------------------------------------------------------ |
| Szovjetunió   | 101 | Zsabin (Belarusz, Breszti terület)                                | é. sz. 52° 26′ 01″, k. h. 24° 16′ 22″52.433578°N 24.272781°E |
| Szovjetunió   | 102 | Javorivi járás (Ukrajna, Lvivi terület)                           | é. sz. 50° 00′ 56″, k. h. 23° 46′ 10″50.015489°N 23.769469°E |
| Szovjetunió   | 103 | Róna-havas (Ukrajna, Kárpátalja)                                  | é. sz. 48° 47′ 55″, k. h. 22° 48′ 36″48.798644°N 22.810008°E |
| Szovjetunió   | 104 | Bolhrad (Ukrajna, Odesszai terület)                               | é. sz. 45° 42′ 17″, k. h. 28° 43′ 31″45.704722°N 28.725278°E |
| Szovjetunió   | 105 |                                                                   |                                                              |
| Szovjetunió   | 106 |                                                                   |                                                              |
| Szovjetunió   | 107 |                                                                   |                                                              |
| Szovjetunió   | 108 |                                                                   |                                                              |
| Szovjetunió   | 109 | Koszmecsara-hegy (Mizshirja, Ukrajna Ivano-franikvszki területén) | é. sz. 48° 46′ 37″, k. h. 24° 17′ 06″48.777000°N 24.285083°E |
| Lengyelország | 201 | Przywary, niegdyś JW 2464                                         | 50°47′35.31″N 18°32′17.61″E                                  |
| Lengyelország | 202 | Chocianów, Patera                                                 | 51°25′16.13″N 15°50′52.33″E                                  |
| Lengyelország | 203 | Czarna, obiekt niedokończony                                      | 50°03′06.23″N 21°13′06.95″E                                  |
| Lengyelország | 204 | Chorągiewka, obecnie JW 1344                                      | 52°56′20.02″N 18°30′37.49″E                                  |
| Lengyelország | 205 | Lipianka, obecnie Monar                                           | 52°57′45.59″N 21°31′06.18″E                                  |
| Lengyelország | 206 | Łężyce, obecnie CWTiD MW                                          | 54°31′04.21″N 18°21′17.92″E                                  |
| Lengyelország | 207 | Suchowo                                                           | 53°19′56.51″N 15°49′39.12″E                                  |
| NDK           | 301 | Bad Freienwalde (Oder), Bunkier Wollenberg                        | 52°44′29.38″N 13°57′43.33″E                                  |
| NDK           | 302 | Tribsees, Bunkier Eichenthal                                      | 54°03′40.95″N 12°43′27.01″E                                  |
| NDK           | 303 | Röhrsdorf (Königsbrück), Bunkier Röhrsdorf                        | 51°18′06.44″N 13°48′39.58″E                                  |
| Csehszlovákia | 401 | Benátky nad Jizerou                                               | 50°18′00.72″N 14°45′28.52″E                                  |
| Csehszlovákia | 402 | Lipník nad Bečvou                                                 | 49°35′50.09″N 17°34′23.21″E                                  |
| Csehszlovákia | 403 | Hlohovec                                                          | 48°24′24.17″N 17°48′20.81″E                                  |
| Magyarország  | 501 | Galgamácsa                                                        | é. sz. 47° 44′ 09″, k. h. 19° 26′ 06″47.735733°N 19.434917°E |
| Magyarország  | 502 | Tedej                                                             | é. sz. 47° 55′ 06″, k. h. 21° 24′ 15″47.918456°N 21.404211°E |
| Magyarország  | 503 | Szentes-Lapistó                                                   | é. sz. 46° 38′ 21″, k. h. 20° 25′ 58″46.639169°N 20.432725°E |
| Magyarország  | 504 | Hárskút                                                           | é. sz. 47° 11′ 17″, k. h. 17° 44′ 28″47.188164°N 17.741011°E |
| Bulgária      | 601 | Ihtiman                                                           | 42°40′37″N 23°50′45″E                                        |
| Bulgária      | 602 | Chirpan                                                           | 42°19′38″N 25°16′21″E                                        |
| Bulgária      | 603 | Sivacevo                                                          | 42°42′01″N 26°08′49″E                                        |
| Bulgária      | 605 | Brusarci                                                          | 43°43′18″N 23°10′57″E                                        |